# 蒙古佐
蒙古佐（義大利語：Monguzzo），是意大利科莫省的一个市镇。总面积3平方公里，人口2168人，人口密度722.7人/平方公里（2009年）。ISTAT代码为013153。